# 普羅克托維爾 (北卡羅萊納州)
普羅克托維爾（英語：Proctorville）是一個位於美國北卡羅萊納州羅伯遜縣的城鎮。

## 人口
根據2020年美國人口普查的數據，普羅克托維爾的面積為1.18平方千米，皆為陸地。當地共有人口121人，而人口密度為每平方千米103人。